# Sphenomorphus leptofasciatus
Espèce
Sphenomorphus leptofasciatus est une espèce de sauriens de la famille des Scincidae.

## Répartition
Cette espèce est endémique de Papouasie-Nouvelle-Guinée.

## Description
C'est un saurien ovovivipare.

## Publication originale
- Greer & Parker, 1974 "1973" : The fasciatus group of Sphenomorphus (Lacertilia: Scincidae): notes on eight previously described species and description of three new species. Proceedings of the Papua New Guinea Science Society, vol. 25, p. 31-61.